# Svanhildr
Svanhild est la fille de Sigurd et de Gudrun dans la Völsunga saga. Elle épousa Ermanaric (Jörmunrekkr) le roi des Goths, mais elle fut accusée d'infidélité avec le fils du roi, Randver. Au retour d'une chasse, alors que Svanhild est occupée à se laver les cheveux, le roi et ses hommes l'aperçoivent, l'assaillent et elle meurt piétinée par les chevaux. 
Sa mère incite ses demi-frères Hamdir et Sörli à se venger, histoire racontée dans Ragnarsdrápa, de la Völsunga saga et dans Gesta Danorum. 

## Sources
- (en) Cet article est partiellement ou en totalité issu de l’article de Wikipédia en anglais intitulé « Svanhildr » (voir la liste des auteurs).

- Snorri Sturluson (Traduit du vieil islandais, introduit et annoté par François-Xavier Dillmann), Gallimard, L'aube des peuples, 1991, 231p.  (ISBN 978-2-07-072114-6).